# Andra järnvägsbron, Södertälje kanal
Den andra järnvägsbron över Södertälje kanal var en klaffbro för järnväg i Södertälje i Södermanland och Stockholms län. Den var placerad ca 300 meter söder om den första järnvägsbron, intill den nuvarande järnvägsbron.

## Bakgrund
Den 24 oktober 1860 öppnade järnvägen i Södertälje, två år innan hela den Västra stambanan stod färdig. Den första järnvägsbron över Södertälje kanal var en enkelspårig svängbro som stod klar 1858. Huvudlinjen hamnade utanför stadskärnan, med en dragning söder om Saltskogsfjärden där stadens huvudstation blev Södertelge öfre/Saltskog. Därifrån drogs en bibana med anslutning till Södertälje central.
I samband med en utbyggnad av Södertälje kanal fick stambanan en ny dragning genom staden. Den ursprungliga järnvägsbron medgav för låg hastighet, och nya tyngre tåg fordrade ökad stabilitet. Den andra järnvägsbron byggdes därför. 1921 öppnade den nya sträckningen, och staden fick den nya huvudstationen Södertälje södra.
Under 1980-talet projekterades en rakare och snabbare dragning av järnvägen. Den 2140 meter långa balkbron Igelstabron färdigställdes 1994. Igelstabron byggdes på seglingsfri höjd så att tågen ej längre behöver stanna vid broöppning. Den gamla järnvägen från 1921 inklusive den andra järnvägsbron och dess stationer behölls, men användes därefter endast för pendeltåg. Den nya dragningen innebar att Södertälje åter fick en ny huvudstation för fjärrtåg i form av Södertälje syd, belägen vid Pershagen. Den nya stationen öppnade 1995, i samband med trafikstarten för Grödingebanan. 
2010 ersattes den andra järnvägsbron från 1921 av en ny lyftbro som kunde tåla tyngre tåg och lyftas snabbare än den gamla klaffbron.

## Konstruktion
Bron hade en klaff som vägde 610 ton. Totala längden var 142,8 meter, klaffspannet var 33 meter och den fria öppningen över kanalen 24 meter. Den segelfria höjden vid högvatten med stängd bro var 26 meter. Den totala vikten var 770 ton. Bredvid de två spåren gick även en gångbana över bron, men denna gångbana stängdes av när Saltsjöbron togs i drift år 2002. Konstruktör och leverantör var AB Lindholmen-Motala, avdelning Motala verkstad.
Konstruktionen vilade på fyra bropelare av betong och bestod av två fasta brodelar med underliggande stålfackverk och en rörlig del (klaffen) med överliggande stålfackverk. Liksom andra broar av detta slag försågs bron med elektrisk drivkraft. Efter nästan 90 år i tjänst uppfyllde den gamla bron inte de krav som idag ställs på järnväg och sjöfart. Den klarade inte heller alltför tunga tåg och större djupgående fartyg hade svårt att passera. Den var även sliten och hade krävt mycket underhåll.

## Bilder

Bron under uppförande
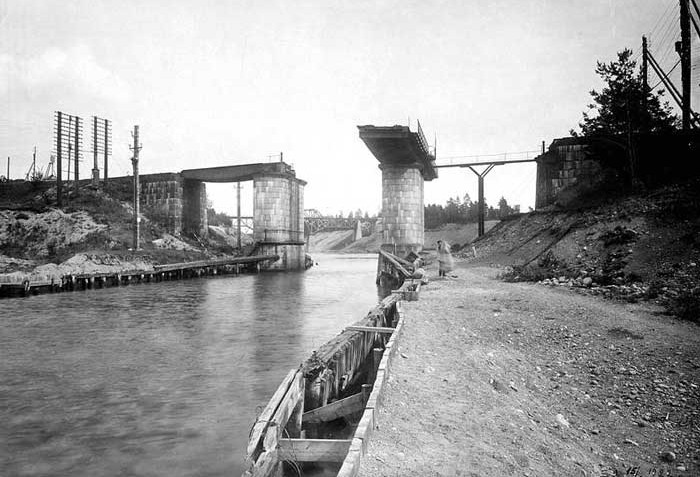
Första järnvägsbron i förgrunden med den andra järnvägsbron i bakgrunden 1924. Bild under perioden innan första järnvägsbron revs
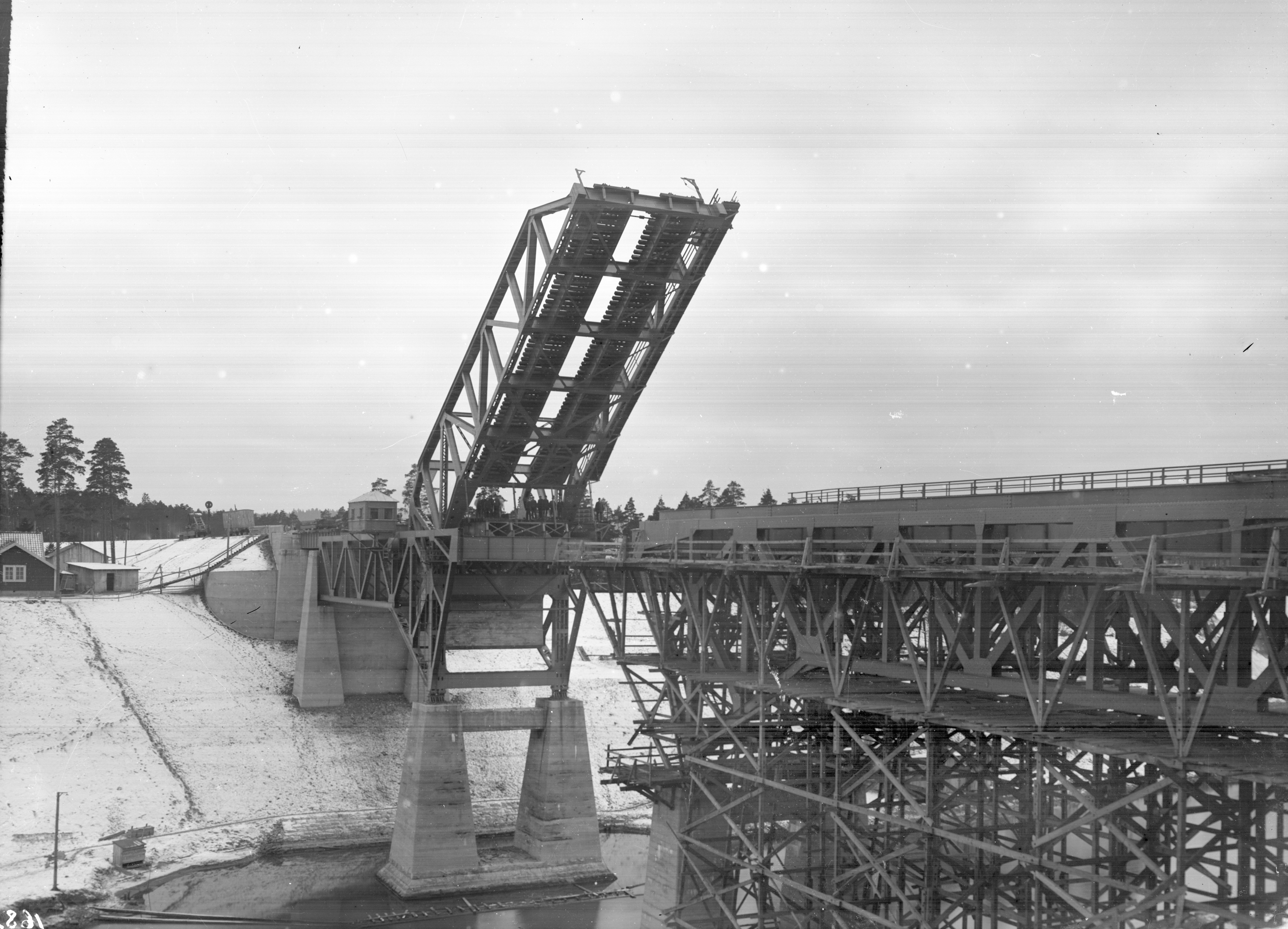
Montering av klaff på kanalpelare 1920
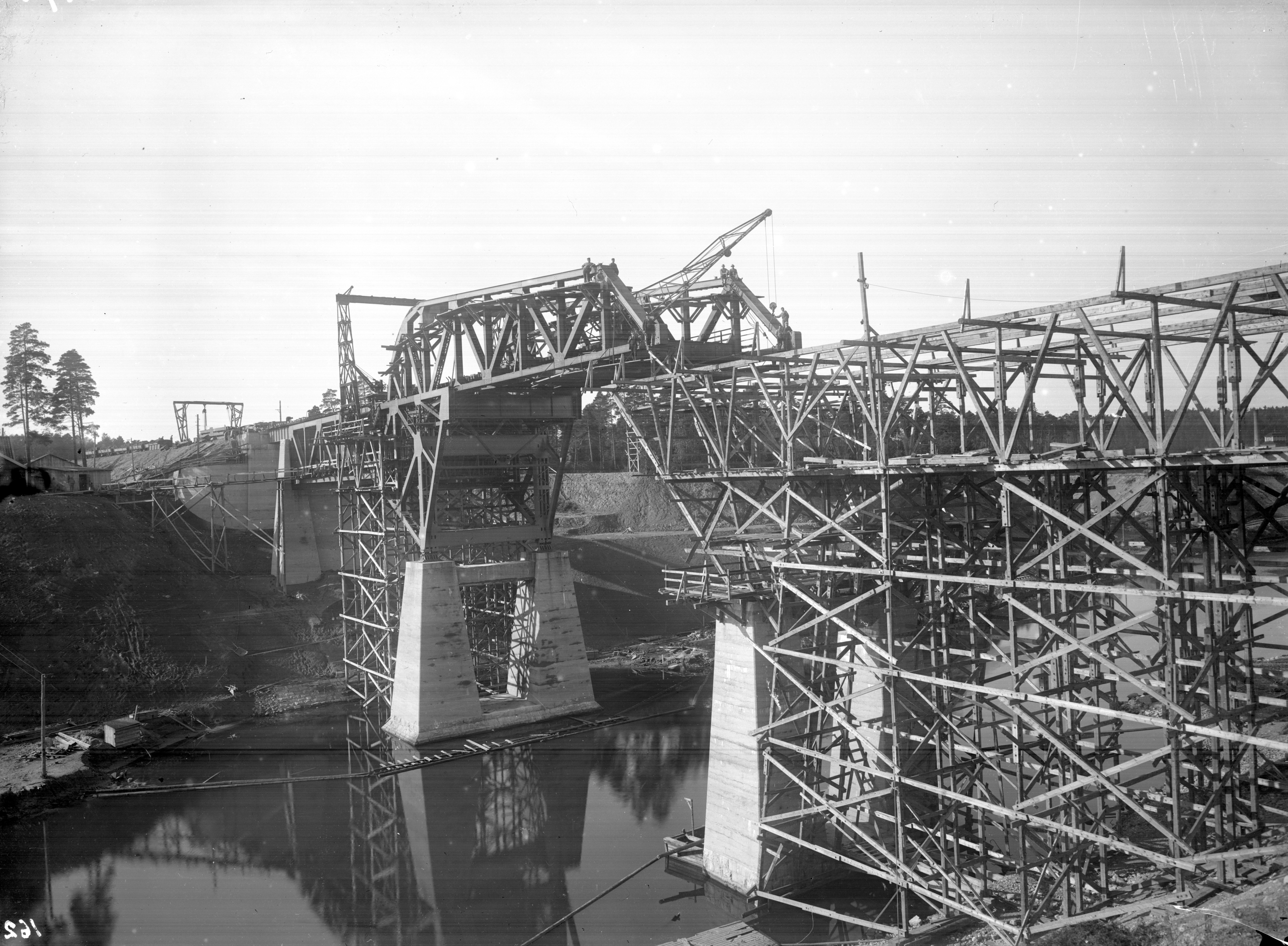
Montering av klaff 1920
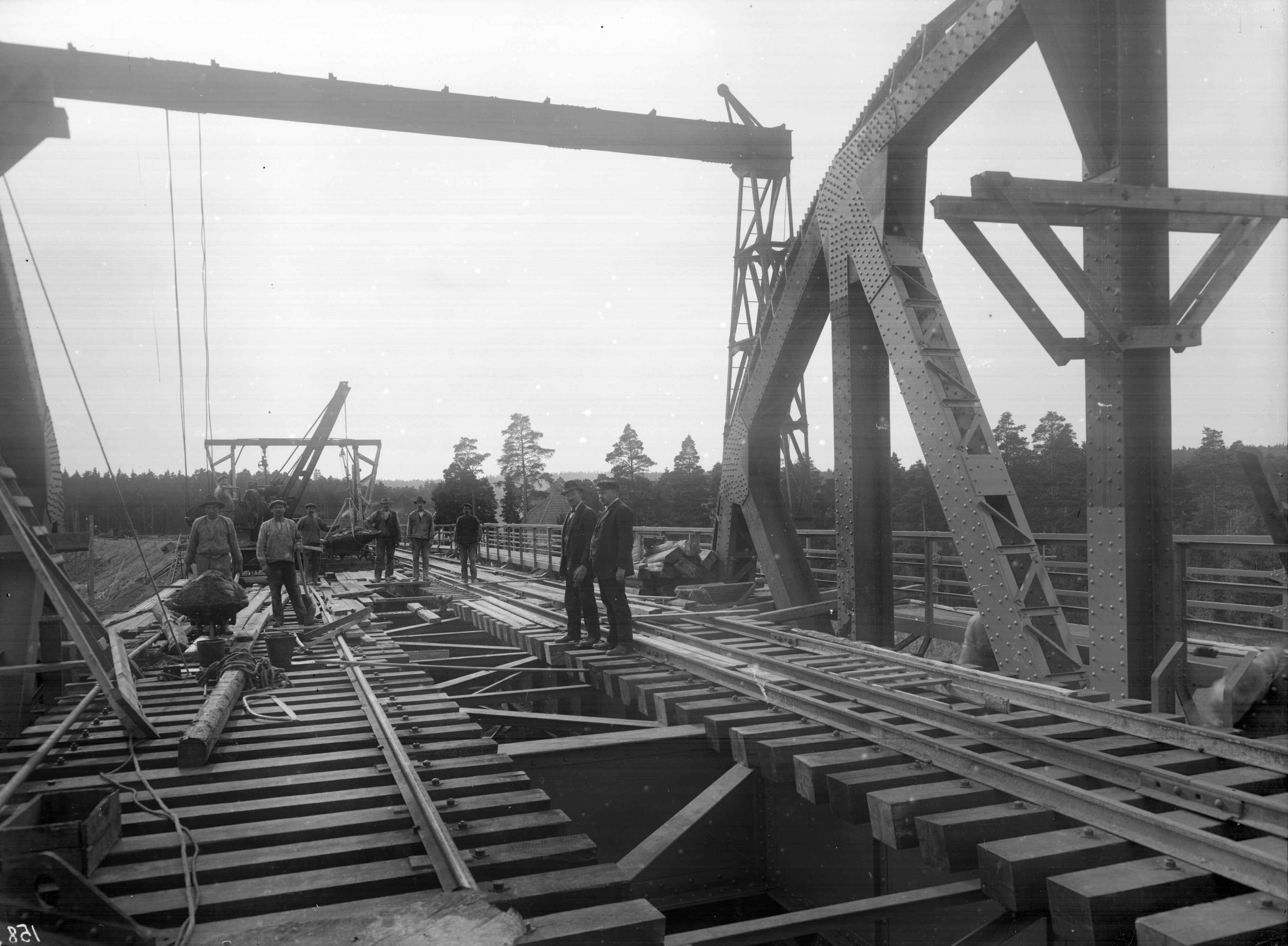
Gjutning av betongmotvikt för klaff 1920

### Fotografier

Bron under drift
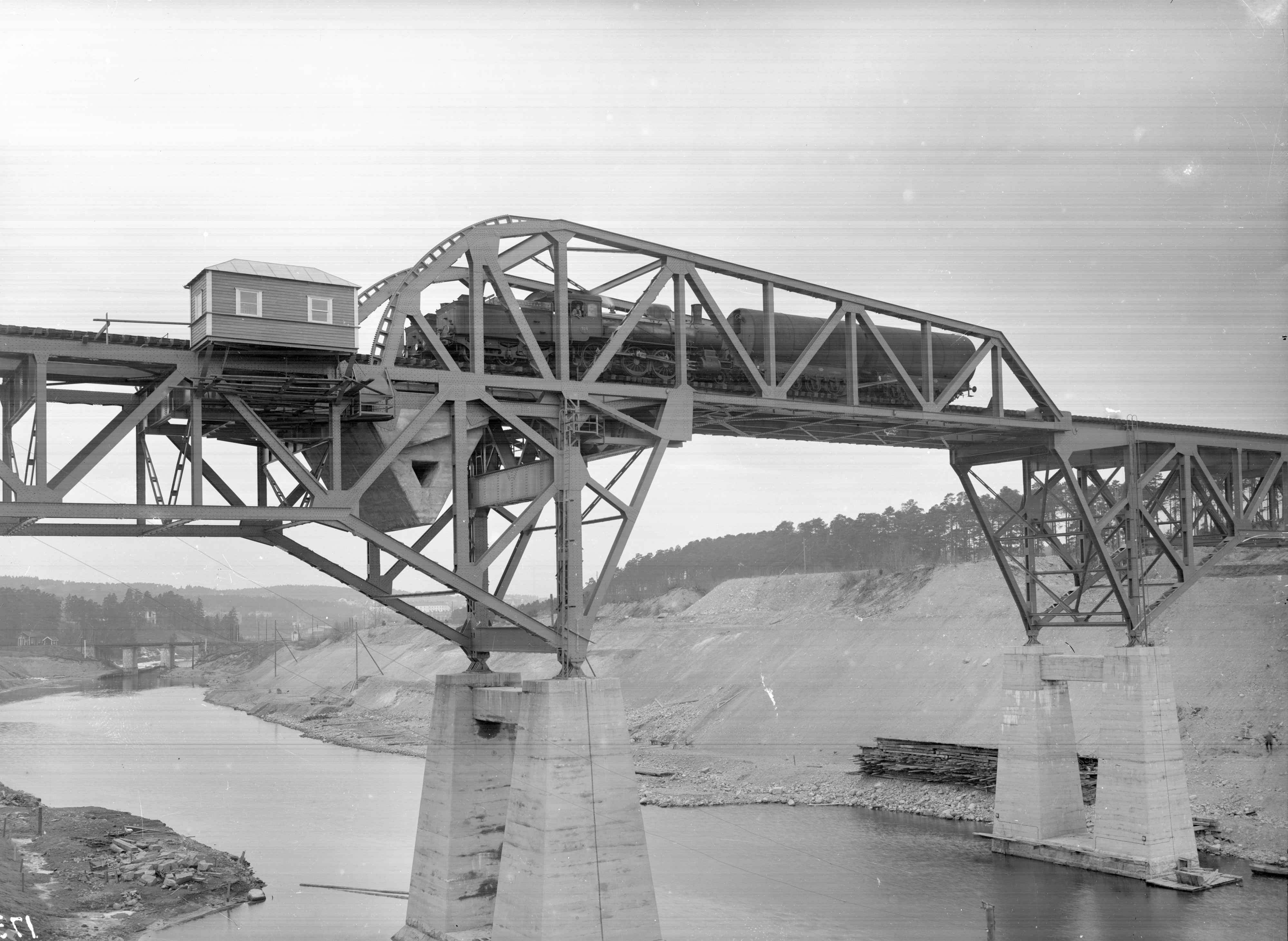
Provbelastning 1921
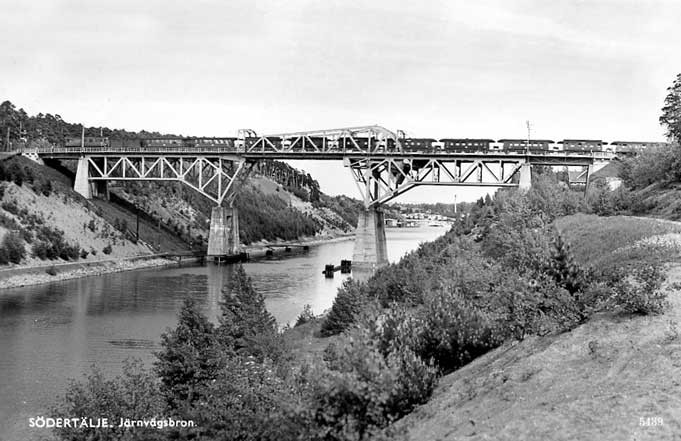
Vykort, 1940-tal
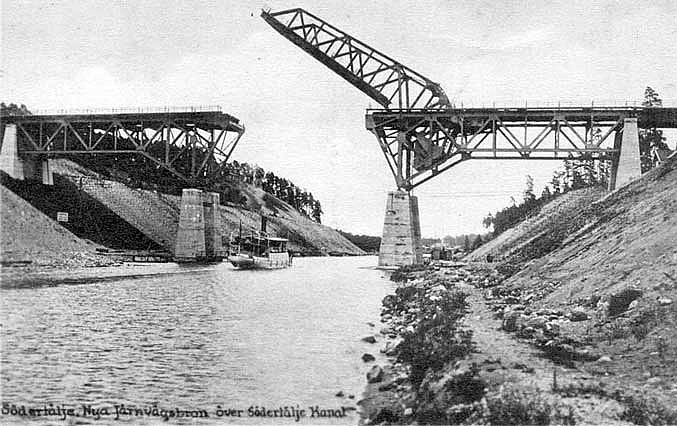
Broöppning på vykort
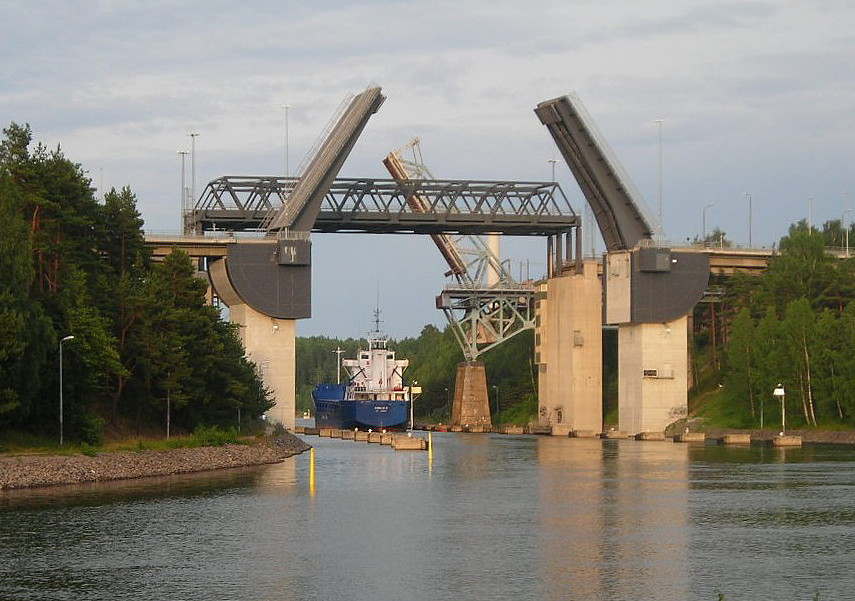
Broöppning 2007. På bilden syns även E4-bron och Saltsjöbron